# Örményország alkotmánya

Örményország hivatalos címere

Örményország alkotmányát az 1995. július 5-én megtartott népszavazáson fogadták el Örményország lakói. Az alkotmány értelmében az ország államformája köztársaság, hivatalos megnevezése Örmény Köztársaság (Republic of Armenia Örményország demokratikus, független, szociális és alkotmányos berendezkedésű állam. Az alkotmány az ország fővárosának Jerevánt jelölte meg. Az alkotmány szerint minden hatalom az állampolgárokat illeti meg, akik hatalmukat a szabadon választott képviselők, a kormány és a helyi önkormányzatok útján gyakorolják. Az alkotmány minden változtatását további népszavazásokhoz kötötték.
Az 1995-ös alkotmányban összesen 117 cikk volt. 2005. november 27-én egy újabb népszavazáson módosításokat fogadtal el a korábbi alkotmányhoz.
A hatályos alkotmány alapján a választások eredménye, illetve a parlamenti pártokkal való konzultáció alapján az örmény köztársasági elnök nevezi ki a miniszterelnököt, akit felkér a kormányalakításra. Szintén a köztársasági elnök nevezi ki vagy bocsátja el hivatalából a kormány tagjait, a miniszterelnök ajánlása alapján. Az alkotmány által biztosított jogosítványok alapján Örményország elnöki köztársaságnak tekinthető.

## Az alkotmány története
Miután 1991-ben örményország elnyerte a függetlenségét a Szovjetuniótól, azonnal megindult a régi, 1978-as szovjet típusú alkotmány felülvizsgálatának folyamata. Az alkotmányozási folyamat során a régi alkotmány végig hatályban maradt, kivéve azokat a cikkeket, amelyeket az időközben ebből a célból meghozott törvények felülírtak.
Az új alkotmány első változatát 1992-ben mutatták be, majd a visszajelzések alapján 1993 márciusára elkészült a második verzió is. Ezután hat ellenzéki párt, az Örmény Forradalmi Szövetség vezetése alatt, egy alternatív alkotmány kidolgozásába fogott, amelyet 1994 januárjára fejeztek be. Az alternatív alkotmány kiterjesztette volna a parlament fennhatóságát, korlátozta volna a köztársasági elnök jogkörét, kiterjesztette volna a helyi önkormányzatok fennhatóságát, lehetővé tette volna a világ bármely részén élő örmények számára az ország kormányzásában való részvételt, illetve nemzetközileg elismertette volna az 1915-ös örmény népirtást. Mivel a kormány és az ellenzék változata jelentősen eltért egymástól, hosszan politikai csatározás vette kezdetét. A végső változatot végül 1995-ben népszavazáson fogadták el.

## Az alkotmány felépítése
Az örmény alkotmány 9 részből áll:
1. rész: Az alkotmányos rend alapjai
2. rész: Alapvető emberei és polgári jogok és szabadságok
3. rész: A köztársasági elnök
4. rész: A nemzetgyűlés
5. rész: A kormány
6. rész: Az igazságszolgáltatás
7. rész: A helyi önkormányzatok
8. rész: Az alkotmány elfogadása, módosítások és népszavazás
9. rész: Záró és átmeneti rendelkezések

## Fordítás
Ez a szócikk részben vagy egészben  a   Constitution of Armenia című angol Wikipédia-szócikk fordításán alapul.  Az eredeti cikk szerkesztőit annak laptörténete sorolja fel. Ez a jelzés csupán a megfogalmazás eredetét és a szerzői jogokat jelzi, nem szolgál a cikkben szereplő információk forrásmegjelöléseként.